# Olivette Otele
Olivette Otele, FRHistS (Camerun, 1970) és una historiadora i acadèmica francesa. La seva recerca se centra en els vincles entre la història, la memòria i la geopolítica en relació amb els passos colonials francesos i britànics. És professora d'història a la Universitat de Bath Spa. És la primera dona afroeuropea que ha estat nomenada per a una càtedra de professora d'història al Regne Unit, i és autora d' Afro-Europeans: A Short History.

## Primers anys i educació
Otele va néixer al Camerun i va créixer a París. És d'origen camerunès. Otele va estudiar a la Universitat de la Sorbona, treballant sobre la història colonial i postcolonial europea. Va completar el seu BA en literatura en 1998, i el seu MA en 2000. Va rebre el doctorat en 2005 per la tesi Mémoire et politique: l'enrichissement de Bristol par le commerce triangulaire, objet de polémique. La seva dissertació era sobre el paper de la ciutat de Bristol en el comerç atlàntic d'esclaus.
Ella creu que la cosa més important que la història mai l'ha ensenyat és la bondat. La seva major influència és l'historiador congolès Elikia M'Bokolo. Otele parla francès, anglès, una mica d'alemany i tres llengües cameruneses, ewondo, eton i bulu.

## Carrera
Després de completar els seus estudis de doctorat, Otele es va fer professora associada a la Universitat de París XIII. Va analitzar la identitat britànica a Gal·les i el que significa ser britànic, gal·lès i negre.
En 2018, als 48 anys, Otele es va convertir en la primera dona negra a ser professora d'Història al Regne Unit. Ella reconeix el fet que la seva promoció al professorat ha estat llarga perquè ha exercit les seves responsabilitats com a mare de dos fills i perquè és una dona de color. El Race, Ethnicity & Equality Report publicat per la Royal Historical Society l'octubre de 2018 mostra que només el 0.5% dels historiadors que treballen a universitats britàniques són negres. Fins a la promoció d'Otele mai hi havia hagut una dona negra professora d'història al Regne Unit. Otele espera que el seu nomenament "obri la porta a l'acadèmia a més dones negres". En la seva promociò Otele va comenar que "qualsevol èxit que només s'utilitzi per millorar la pròpia vida és un malbaratament de possibilitats. És per això perquè ser la primera professora d'història negra no significa res per a mi si no ho ofereixo i no puc trobar mitjans perquè hi arribin altres." Otele també ressalta les dificultats que va trobar per arribar a professora: "He treballat força i empenyent, i tinc una família. És dur. Estic cansada. És esgotador." La vicecanceller de la Universitat de Bath Spa, professora Susan Rigby descriu Otele com a "respectada mundialment i internacionalment". Otele va anunciar al seva promoció al seu compte de twitter.
Otelle ha participat en diverses beques de recerca importants que estudien la diàspora africana. Ha observat el camí de concessió de ciutadania de les societats britànica i francesa. Ha estudiat el comerç atlàntic d'esclaus. Otele era la investigador principal en el projecte People of African Descent in the 21st Century: Knowledge and Cultural Production in Reluctant Sites of Memory, que va rebre un finançament de £24,022 de l'Arts and Humanities Research Council. El projecte va funcionar de maig de 2017 a novembre de 2018.
Otele és membre de la Royal Historical Society (FRHistS), i membre del consell d'Historians Against Slavery. És membre del consell executiu de The British Society for the Eighteenth-Century Studies, membre de l'Association for Cultural Studies, i membre del Centre international de recherches sur les esclavages.
Otele ha escrit per a l'HistoriExtra de la BBC The Conversation i Times Higher Education. Ha escrit i ha contribuït en diversos llibres. El seu llibre, Afro-Europeans: a Short History, fou publicat en 2018 per Hurst Publishers. El seu segon llibre, Post-Conflict Memorialization: Missing Memorials, Absent Bodies, el publicarà el 2019 Palgrave Macmillan.
Ha aparegut a BBC Radio 4. També ha aparegut al podcast History Hit de Dan Snow. Forma part del John Blanke Project, una col·laboració d'artistes i historiadors celebrant els Tudors negres. Otele va parlar a l'History Weekend de 2018 a Winchester, How Africans Changed Early Modern Europe. Va considerar africans i europeus destacats que no són recordats en els llibres d'història més populars.

## Reconeixement
Otele fou nominada per la llista 100 Women BBC de 2018q ue celebra dones influents i inspiradores d'arreu del món. Apareix al número 69, al costat d'Abisoye Ajayi-Akinfolarin, Nimco Ali i Uma Devi Badi.
Otele lliurarà les notes claus de l'adreça a la conferència anual de la Social History Society, a la Universitat de Lincoln, del 10 al 12 de juny de 2019.

## Obra publicada

### Monografies
- Histoire de l'esclavage britannique: des origines de la traite transatlantique aux premisses de la colonisation (Paris: M. Houdiard, 2008)

### Capítols de llibres i articles de revistes
- "Within and outside Western feminism and grand narratives: Cameroonian women's sites of resistance", Nationalism(s), Post-nationalism(s): Centre de Recherche Interdisciplinaire, ed. M. Piquet (Paris: Presses de Paris-Dauphine, 2008), pp. 119–129
- "Religion and Slavery: a Powerful Weapon for Pro-slavery and Abolitionist Campaigners", Le Debat sur l'abolition de l'esclavage en Grande Bretagne, 1787-1840, ed. M. Prum and F. Le Jeune (Paris: Editions Ellipses, 2008), pp. 89–102
- "Liverpool dans la traite transatlantique: Imperatifs et pratiques des peres de la cite", Villes portuaires du commerce triangulaire à l'abolition de l'esclavage. Cahiers de l'histoire et des mémoires de la traite négrière, de l'esclavage et de leurs abolitions en Normandie, 1, ed. Saunier (Cléon: Routes du philanthrope, 2009), pp. 57–70
- "Dependance, pouvoir et identite ou les ambiguites de la 'camerounicite'", 50 ans après, quelle indépendance pour l'Afrique?, ed. G. Makhily (Paris: Philippe Rey, 2010), pp. 467–482 ISBN 9782848761565
- "Resisting imperial governance in Canada: from trade and religious kinship to black narrative pedagogy in Ontario", The Promised Land: History and Historiography of the Black Experience in Chatham-Kent's Settlements and Beyond (Toronto: University of Toronto Press, 2014) ISBN 9781442647176
- "History of Slavery, Sites of Memory, and Identity Politics in Contemporary Britain", A Stain on our Past: Slavery and Memory (Trenton: Africa World Press, 2017), pp. 189–210 ISBN 9781569025802
- "'Liberté, égalité, fraternité': debunking the myth of egalitarianism in French education", in Unsettling Eurocentrism in the Westernized University, ed. J. Cupples and R. Grosfoguel (London: Routledge, 2018)